# Springfield (Comtat de Bradford)
Springfield és una població dels Estats Units a l'estat de Pennsilvània. Segons el cens del 2000 tenia 1167 habitants.

## Geografia
D'acord amb l'Oficina del Cens dels Estats Units, el poble té una àrea total de 42.0 milles quadrades (108.7 km²), de les quals 41.8 milles quadrades (108.4 km²) són terra per 0.1 milles quadrades (0.3 km²) de les quals (0,31%) és aigua.
El poble de Springfield Township està envoltat per South Creek i Ridgebury Townships pel nord, Smithfield Township a l'est, West Burlington i Troy Township per l'est, sud i oest i Columbia Township per l'oest.